# Periproktitis
Als Periproktitis (auch Paraproktitis genannt) bezeichnet man eine Entzündung des Gewebes nahe, aber außerhalb des von Schleimhaut ausgekleideten Lumens des Rektums. Ursächlich sind typischerweise mechanische Verletzungen, beispielsweise nach Hämorrhoiden-Operationen.

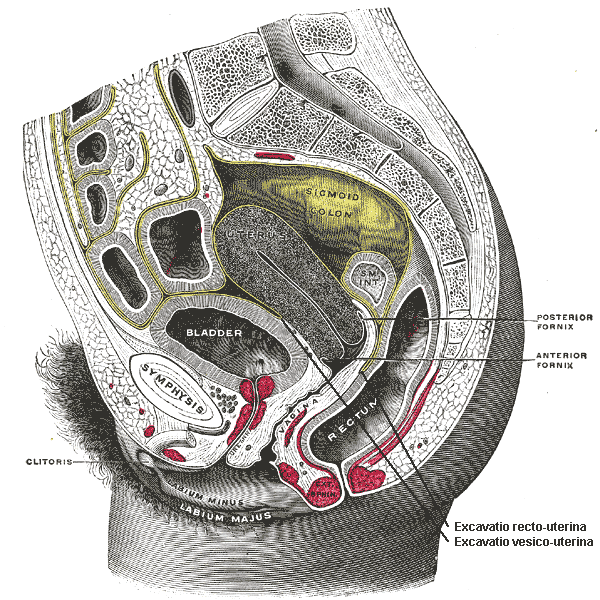
Die anatomische Lage des Rektums

Kommt es zu einer Abszedierung in diesem Bereich, so spricht man von einem periproktitischen Abszess, perianalem Abszess oder Perianalabszess; ein solcher kann zum Beispiel in der Schließ- oder Beckenbodenmuskulatur, aber auch unter der Oberfläche der Mastdarmschleimhaut gelegen sein.
Der Begriff leitet sich von den griechischen Worte περί (peri, „nahe“) und πρωκτός (proktós, „After“, „Anus“) ab.